# Ягодне (Омська область)
Ягодне (рос. Ягодное) — присілок у Азовському німецькому національному районі Омської області Російської Федерації.
Орган місцевого самоврядування — Азовське сільське поселення. Населення становить 254 особи.

## Історія
Згідно із законом від 30 липня 2004 року органом місцевого самоврядування є Азовське сільське поселення.

## Населення
| 1979 | 1989 | 2002 | 2006 | 2010 |
| ---- | ---- | ---- | ---- | ---- |
| 258  | ↘142 | ↗254 | ↘245 | ↗254 |